# Minho Campus Party
Minho Campus Party (MCP) foi uma LAN party, realizada em Portugal na província do Minho, sendo a maior e a primeira destas dimensões realizada neste país.
Tenta abranger todas as áreas da informática, sejam jogos, multimédia, Linux, segurança, mobilidade e telecomunicações entre outras, maioria dos participantes são da área de jogos, embora maioria não participe tanto para jogar mas sim para leeching.

## História

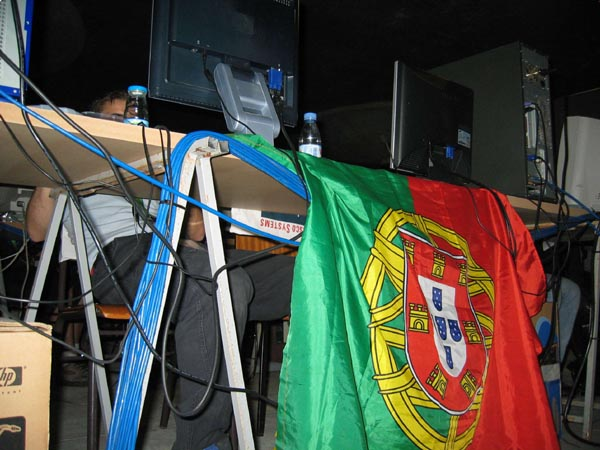
Bandeira portuguesa numa das mesas na edição de 2004.

As lan party's têm a sua origem no norte da Europa, onde são frequentes, e a sua tradição remonta há mais de 10 anos atrás. Podemos classificar as party's em dois grandes tipos: as Demo Party e as LAN Party. O que as distingue é a existência ou não de rede.
Este evento é uma manifestação evidente do novos caminhos da cultura juvenil neste milénio: jovens unidos pelo seu interesse pelos computadores, provenientes de qualquer lado do mundo, partilhando uma mesma paixão e um mesmo futuro, desenvolvendo um convívio salutar e ao mesmo tempo fortalecendo a sua preparação para os desafios que se lhes deparam no século XXI.
Em Portugal, a AIMinho (http://www.aiminho.pt) foi a precursora nesta área. Com a colaboração de várias entidades, entre as quais a Universidade do Minho, realizou quatro edições da Minho Campus Party, sempre com grande sucesso e notoriedade. O grande objectivo foi afirmar o Minho como uma Região moderna e de grandes eventos tecnológicos.
Na primeira Minho Campus Party, em Braga, e na primeira LAN party que se realizou em Portugal, estiveram presentes mais de três centenas de jovens ascendendo na segunda edição em Guimarães a mais de 700 pessoas.

### Uma homenagem
Embora organizada e suportada financeiramente pela AIMinho (http://www.aiminho.pt), a ideia de trazer para Portugal, e em especial para o Minho, um evento deste tipo deve-se ao Professor Altamiro Machado, então director do Departamento de Sistemas de Informação (DSI) da Escola de Engenharia da Universidade do Minho.
O Professor Altamiro Machado procurou para a ideia apoios e suporte institucional e desenvolveu os primeiros contactos com a equipa do evento espanhol. Foi ainda por iniciativa sua que um grupo de cerca de quarenta alunos do DSI se deslocou à Campus Party 2000 em Valência, com o objectivo de posteriormente ajudar a implementar a versão portuguesa do evento. Com Charles Pinto Director Tecnico da equipe Espanhola. 
Altamiro Machado faleceu em finais de Março de 2001, sendo organizada no evento de 2001 uma sessão de homenagem ao professor, que teve a presença do reitor da Universidade do Minho e do Secretário de Estado da Economia, em representação do Ministro da Economia de Portugal.
Ainda hoje, as marcas Minho Campus Party e Portugal Campus Party são propriedade da AIMinho - Associação Empresarial.

## Edições
|      | Data                         | Número participantes | Local                                                        | Área (m²) |
| ---- | ---------------------------- | -------------------- | ------------------------------------------------------------ | --------- |
| 2001 | 29 de Agosto a 2 de Setembro | 300                  | Braga, Parque de exposições                                  |           |
| 2002 | 31 de Julho a 4 de Agosto    | 600                  | Guimarães, Pavilhão Multiusos                                |           |
| 2003 | 30 de Julho a 3 de Agosto    | 1500                 | Viana do Castelo, Pavilhão da Associação Industrial do Minho |           |
| 2004 | 28 de Julho a 1 de Agosto    | 1700                 | Braga, Estádio Municipal de Braga                            | 9500      |

### MCP2k5
O evento de 2005, projectado para 27-31 de Julho acabou por ser cancelado 3 (três) meses antes do início do evento, por falta de financiamento.

## Rede
A Cisco Systems apoiou a MCP desde a sua primeira edição, montando a infra-estrutura de rede e disponibilizando o equipamento (um investimento de mais de dois milhões de dólares) necessário. A
- «PT Comunicações». disponibiliza a ligação à Internet.

## Áreas
- Jogos
  - Counter-Strike
  - FIFA Soccer 2004
  - Halo: Combat Evolved
  - Medal of Honor: Allied Assault
  - Need for Speed: Underground
  - Quake III Arena
  - Rise of Nations
  - Unreal Tournament 2004
  - Warcraft III: The Frozen Throne
  - Age of Mythology
  - Age of Empires II: The Conquerors Expansion
- Multimédia
- Linux e Segurança
- Mobilidade e Telecomunicações

Os participantes muitas vezes organizam competições de jogos entre si, quando estas não existem, muitas vezes, estas acabam por serem tornadas oficiais pela organização.

### Artigos e notícias
- «Minho Campus Party». (formato WMV) Reportagem RTP2 - Magazine 2010
- «SIC Online»
- «Ciberia»
- AIMinho
  - «Revista Futuro - Especial Minho Campus Party 2004» (PDF). (formato PDF)
  - «Minho Campus Party 2004 atinge mais uma vez o sucesso». www.aiminho.pt
  - «AIMinho, Câmara Municipal de Braga e S. C. Braga apresentam Minho Campus Party». www.aiminho.pt
  - «Jóia da coroa do Euro 2004 recebe Minho Campus Party 2004». www.aiminho.pt
  - «Vem a 3ª edição do Minho Campus Party: 1000 PARTICIPANTES ÀS VOLTAS COM AS NOVAS TECNOLOGIAS». www.aiminho.pt
  - «Minho Campus Party 2002». www.aiminho.pt

### Comunicados de imprensa
- «Cisco Systems Portugal». www.cisco.com